# Figari (Sardenya)
Figari (en italià Golfo Aranci) és un municipi italià, dins de la província de Sàsser. L'any 2007 tenia 2.206 habitants. Es troba a la regió de Gal·lura. Limita amb el municipi d'Olbia. La denominació en italià del municipi deriva del gal·lurès Golfu di li Ranci ('golf dels crancs').

## Administració
| Període | Identitat      | Partit        |
| ------- | -------------- | ------------- |
| 2005-   | Sergio Memmoli | Llista cívica |